# Wanted (televisieserie)
Wanted is een Amerikaans politiedrama uit 2005, dat in de Verenigde Staten door TNT op primetime werd uitgezonden. De belangrijkste rollen worden gespeeld door Gary Cole als Lieutenant Conrad Rose, Ryan Hurst als ATF-agent Jimmy McGloin, en Josey Scott als agent Rodney Gronbeck.

## Verhaal
De serie volgt een eliteteam van agenten van verschillende takken van de Amerikaanse wetshandhaving (DEA, United States Marshals, LAPD, ATF, FBI) die bijeen zijn gebracht om de 100 meest gezochte criminelen van Los Angeles op te sporen. Naast hun werk richt de serie zich ook op de problemen die de agenten hebben met het zoeken naar evenwicht tussen werk en persoonlijk leven.
Elke agent van het team heeft een unieke kwaliteit; leider Conrad Rose is afkomstig van de SWAT, en wordt beschouwd als het morele centrum van de eenheid; Jimmy McGloin is een ATF-agent en een bonafide conservatief; Carla Merced is a voormalig officier van de Naval Intelligence en een van de beste onderhandelaars op het gebied van gijzelingen. Hoewel ze niet is uitgekozen door Rose - die het team had samengesteld - beschouwt het team haar al snel als een waardevolle aanvulling. Tommy Rodriquez is een FBI-agent, die regelmatig zijn uiterlijk en charisma in de strijd gooit om een crimineel te arresteren. Rodney Gronbeck is afkomstig van de LAPD en een computerexpert. Joe Vacco is een voormalig DEA-agent, die in het hoofdkwartier van het team woont nadat hij uit zijn eigen huis is gegooid. Eddie Drake, een veteraan van de U.S. Marshals Service, wordt gerekruteerd na de dood van een van de teamleden.
Bij het opsporen van criminelen gebruikt de eenheid regelmatig onorthodoxe - en niet altijd legale - methoden. Hierdoor komen ze erachter dat er een verschil bestaat tussen de wet en gerechtigheid. De serie werd geschrapt aan het eind van het eerste seizoen, met een cliffhanger die draaide om de mogelijkheid dat de groep zou worden vervolgd vanwege het overschrijden van een ethische grens.

## Rolverdeling
- Gary Cole : Lieutenant Conrad Rose
- Ryan Hurst : Agent Jimmy McGloin
- Lee Tergesen : Eddie Drake
- Rashida Jones : Detective Carla Merced
- Benjamín Benítez : Agent Tommy Rodriguez

- Josey Scott : Officier Rodney Gronbeck
- Karen Sillas : Mariah Belichek
- Joaquim de Almeida : Kapitein Manuel Valenza
- Dedee Pfeiffer : Lucinda Rose

## Afleveringen
1. Pilot

2. The Wild Bunch

3. Rubbing One Out

4. Badlands

5. The Promise of Darkness

6. Sex Pistols

7. Click, Click Boom
8. Ronin

9. Shoot to Thrill

10. Lips are Lips

11. La Pistola y El Corazon

12. The Last Temptation

13. Judas